# Ганс Георг фон Макензен
Ганс Георг Віктор фон Макензен (нім. Hans Georg Viktor von Mackensen; 26 січня 1883, Берлін — 28 вересня 1947, Констанц) — німецький дипломат, групенфюрер СС.

## Біографія
Син генерал-фельдмаршала Августа фон Макензена, хрещеник (з 10 серпня 1926 року— зять) Константіна фон Нойрата. Вивчав юриспруденцію і державні науки в Лозаннському, Боннському, Страсбурзькому і Берлінському університетах, доктор права. У 1901 році вступив в армію. У 1905-19 роках — особистий ад'ютант принца Августа Вільгельма Прусського. В 1919 році вийшов у відставку в званні гауптмана 1-го гвардійського піхотного полку і вступив на державну службу в міністерство закордонних справ. З 1920 року — секретар посольства в Копенгагені, з 1922 року — в центральному апараті міністерства. З 1923 року — радник посольства у Ватикані, з 1926 року — в Брюсселі, з 1929 року — в Албанії, в 1930-31 роках — в центральному апараті МЗС, з 1931 році — в Мадриді. З 7 грудня 1933 року — посланник в Будапешті. 1 травня 1934 року вступив у НСДАП (квиток № 3 453 634), 9 листопада 1937 року — в СС (посвідчення № 289 239). З квітня 1937 року — статс-секретар Імперського міністерства закордонних справ. З 10 березня 1938 року — посол в Римі. Підписав німецько-італійський договір, за яким була створена «вісь Берлін-Рим». 6 серпня 1943 року, після арешту Беніто Муссоліні, покинув пост.

## Звання
- Фанен-юнкер (1 жовтня 1901)
- Лейтенант (27 січня 1903)
- Оберлейтенант резерву (січень 1911)
- Гауптман резерву (жовтень 1914)
- Оберфюрер СС (9 листопада 1937)
- Бригадефюрер СС (30 січня 1939)
- Групенфюрер СС (30 січня 1942)

## Нагороди
- Орден «За військові заслуги» (Болгарія)
  - лицарський хрест (5 вересня 1905)
  - командорський хрест (7 травня 1916)
  - військова відзнака до командорського хреста (15 жовтня 1917)
- Пам'ятна відзнака Срібного весілля 1906 (27 лютого 1906)
- Орден Святого Георгія 3-го ступеня (1 березня 1908)
- Почесний хрест (Ройсс) 3-го класу (1 березня 1908)
- Орден Залізної Корони 3-го класу (Австро-Угорщина) (15 травня 1908)
- Орден Спасителя, лицарський хрест (Греція) (18 травня 1908)
- Орден Корони Італії
  - офіцерський хрест (5 червня 1908)
  - великий хрест (24 вересня 1937)
- Орден «Османіє» 4-го класу (2 липня 1908)
- Орден Корони (Пруссія) 4-го класу (22 жовтня 19080
- Орден Заслуг дому герцога Петра-Фрідріха-Людвіга, почесний лицарський хрест 2-го класу з короною (22 жовтня 1908)
- Орден Альберта (Саксонія), лицарський хрест 2-го класу (6 вересня 1909)
- Срібна пам'ятна медаль Нассау 1909 (Люксембург) (26 жовтня 1909)
- Хрест «За вислугу років у ландвері» (Пруссія) 2-го класу (1 квітня 1914)
- Орден дому Саксен-Ернестіне, лицарський хрест 1-го класу з мечами (18 грудня 1915)
- Залізний хрест 2-го класу (26 грудня 1915)
- Орден «Святий Олександр», офіцерський хрест з мечами (Болгарія) (10 лютого 1916)
- Хрест «За військові заслуги» (Брауншвейг) 2-го класу на військовій стрічці (1916)
- Військова медаль (Османська імперія) (1 грудня 1916)
- Орден Ізабелли Католички, великий хрест (Іспанія) (9 жовтня 1933)
- Почесний хрест ветерана війни з мечами (21 січня 1935)
- Орден Святого Йоанна (Бранденбург), почесний лицар (14 лютого 1935)
- Почесний знак Німецького Червоного Хреста, зірка (2 жовтня 1936)
- Орден Заслуг (Угорщина) 1-го класу (5 квітня 1937)
- Цивільний знак СС (№154 555)
- Почесна шпага рейхсфюрера СС
- Кільце «Мертва голова»
- Йольський свічник (грудень 1937)
- Золотий почесний знак Гітлер'югенду
- Срібний почесний знак Союзу німецьких студентів
- Срібна почесна застібка Союзу німецьких гімнастів
- Орден Нефриту, великий хрест на синій стрічці (Китай) (13 жовтня 1937)
- Почесний знак «За вірну службу» 2-го ступеня (25 років) (лютий 1938)
- Медаль «У пам'ять 13 березня 1938 року»
- Орден Святих Маврикія та Лазаря, великий хрест (4 травня 1938)
- Медаль «У пам'ять 1 жовтня 1938»
- Орден Заслуг німецького орла 2-го класу
- Орден Фенікса (Греція), великий хрест
- Колоніальний орден Зірки Італії, великий хрест
- Орден Скандербега, великий хрест (Албанія)
- Орден Білої троянди (Фінляндія), великий хрест
- Орден Корони (Югославія), великий хрест
- Хрест Воєнних заслуг 2-го і 1-го класу
- Медаль «За вислугу років у НСДАП» в бронзі (10 років) (травень 1944)